# Красич, Милош
Ми́лош Кра́сич (серб. Милош Красић; род. 1 ноября 1984[…], Титова-Митровица, Югославия) — сербский футболист, полузащитник. Участник чемпионата мира 2010 года.

## Клубная карьера

### «Войводина»
Сразу после начала карьеры в местной команде «Рудар» (Косовска-Митровица) талантливого полузащитника заметили в клубе «Войводина», с которым Милош заключил профессиональный контракт в 1999 году, в возрасте четырнадцати лет. Следующие четыре сезона он провёл в Новом-Саде, где, постепенно оттачивая своё мастерство, стал капитаном команды.

### ЦСКА (Москва)
Летом 2004 года Красича приобрёл московский ЦСКА, в составе которого в сезоне 2004/05 годов футболист стал обладателем Кубка УЕФА. За ЦСКА Красич дебютировал в матче против пермского «Амкара» 11 июля 2004 года, выйдя на замену на 71 минуте (3:0). 2 октября 2007 года в матче Лиги чемпионов против «Фенербахче» он забил гол.
19 апреля 2009 года в матче 5-го тура чемпионата России Милош сделал свой первый хет-трик в чемпионатах России, забив в ворота подмосковных «Химок» 3 мяча. В матчах Лиги чемпионов против немецкого «Вольфсбурга», английского «Манчестер Юнайтед» и «Бешикташа» Милош забил четыре мяча. 28 декабря того же года Красич был признан лучшим футболистом Сербии 2009 года.
В 2024 году 4 июля принял участие в Братском Кубке, сыграв за ЦСКА. Выйдя на замену на 89 минуте в товарищеском матче против «ОФК Белград», отдал голевую передачу на гол Бистровича.

### «Ювентус»
19 августа 2010 года перешёл в туринский «Ювентус». Сумма трансфера составила 15 млн евро. Контракт подписан на четыре года.
26 сентября 2010 года открыл счёт своим забитым мячам за «Ювентус», оформив хет-трик в матче с «Кальяри». В итоге его команда победила со счётом 4:2. Фанаты «Ювентуса» после удачного дебюта прозвали Красича «новый Недвед». 21 октября 2010 года в матче группового этапа Лиги Европы против «Ред Булла» забил свой первый за «Ювентус» мяч в еврокубках.
С приходом на тренерский пост Антонио Конте, Милош перестал попадать в состав. В сезоне 2011/12 года он появился на поле лишь девять раз во всех турнирах и забил один гол, в поединке против «Катании», который принёс его команде ничью, 1-1. Зимой сербом активно интересуется «Зенит», но футболист отказывается возвращаться в Россию. Летом 2012 года Красич принимает решение покинуть команду и принимает предложение турецкого «Фенербахче».

### «Фенербахче» и аренда в «Бастию»
3 августа 2012 года полузащитник «Ювентуса» Милош Красич подписал 4-летний контракт с «Фенербахче», сообщает официальный сайт турецкого клуба. Сумма трансфера составила 7 миллионов евро. 27-летний серб согласно новому контракту будет зарабатывать 2,3 миллиона евро в год.
18 августа 2012 года в матче против «Элязыгспора», Красич дебютировал в Суперлиге за новый клуб. Уже через три дня Милош дебютирует за «канареек» в Лиге чемпионов, против московского «Спартака», полузащитник вышел на поле во втором тайме заменив Мусса Сова.
31 августа 2013 года Красич на правах аренды до конца сезона играл за корсиканскую «Бастию». 21 сентября в матче против марсельского «Олимпика» он дебютировал в Лиге 1. 4 октября в поединке против «Лорьяна» Милош забил свой первый гол за клуб с Корсики.
После возвращения из аренды, летом 2014 года Красич перестал выходить на поле в составе «Фенербахче» и начал искать варианты своего трансфера — к футболисту проявляли интерес китайский клуб «Чанчунь Ятай», испанский «Эльче» и арабская «Аль-Джазира», а сам футболист заявил, что готов вернуться в ЦСКА или в другой клуб в чемпионате России со снижением зарплаты.

### «Лехия»
Летом 2015 года вёл переговоры с азербайджанской «Габалой», но перешёл в польскую «Лехию», подписав контракт с клубом из Гданьска на два года. В матче против «Короны» он дебютировал в польской Экстраклассе. 13 февраля 2016 года в поединке против «Подбескидзе» Милош забил свой первый гол за «Лехию».

## Карьера в сборной
Красич был важным игроком в составе молодёжной сборной Сербии и Черногории на двух последних молодёжных чемпионатах Европы, а также на летних Олимпийских играх 2004 года. В 2006 году Милош был в составе команды Сербии и Черногории на молодёжном чемпионате Европы в Португалии, где его команда проиграла в полуфинале сборной Украины после пропущенного пенальти.
11 октября 2008 года в матче отборочного турнира чемпионата мира 2010 против сборной Литвы Красич забил свой первый гол за национальную команду.
В 2010 году Красич попал в заявку сборной на участие в чемпионате мира в ЮАР. На турнире он сыграл в матчах против команд Ганы, Германии и Австралии. В поединке против немцев Милош отдал голевую передачу.

### Голы за сборную Сербии
| #  | Дата            | Место                                    | Противник | Счёт | Результат | Соревнование                     |
| -- | --------------- | ---------------------------------------- | --------- | ---- | --------- | -------------------------------- |
| 1. | 11 октября 2008 | Стадион «Црвена звезда», Белград, Сербия | Литва     | 2:0  | 3:0       | Чемпионат мира 2010 квалификация |
| .  | 15 октября 2008 | Эрнст Хаппель, Вена, Австрия             | Австрия   | 0:1  | 1:3       | Чемпионат мира 2010 квалификация |
| .  | 5 июня 2010     | Стадион «Партизана», Белград, Сербия     | Камерун   | 1:1  | 4:3       | Товарищеский матч                |

## Семья
В декабре 2008 года Милош женился на своей подруге Мирьяне в Нови-Саде. 20 сентября 2010 года родилась дочь Мила.

## Награды

### Командные
ЦСКА
- Чемпион России (2): 2005, 2006
- Серебряный призёр чемпионата России (2): 2004, 2008
- Бронзовый призёр чемпионата России: 2007
- Обладатель Кубка России (4): 2004/05, 2005/06, 2007/08, 2008/09
- Обладатель Суперкубка России (4): 2004, 2006, 2007, 2009
- Обладатель Кубка УЕФА: 2004/05

 «Ювентус»
- Чемпион Италии: 2011/12

 «Фенербахче»
- Обладатель Кубка Турции: 2012/13

### Личные
- В списках 33 лучших футболистов чемпионата России (4): № 1 (2007, 2008); № 2 (2006, 2009).
- В рамках премии «Золотая подкова» один раз получил «Золотую подкову» (2009).
- Футболист года в Сербии: 2009

## Статистика
| Сезон   | Клуб          | Лига         | Чемпионат | Чемпионат | Кубок | Кубок | Еврокубки | Еврокубки |
| Сезон   | Клуб          | Лига         | Игры      | Голы      | Игры  | Голы  | Игры      | Голы      |
| ------- | ------------- | ------------ | --------- | --------- | ----- | ----- | --------- | --------- |
| 1999/00 | Войводина     | Суперлига    | 0         | 0         | 0     | 0     | 0         | 0         |
| 2000/01 | Войводина     | Суперлига    | 1         | 0         | 0     | 0     | 0         | 0         |
| 2001/02 | Войводина     | Суперлига    | 26        | 2         | 0     | 0     | 0         | 0         |
| 2002/03 | Войводина     | Суперлига    | 23        | 1         | 0     | 0     | 0         | 0         |
| 2003/04 | Войводина     | Суперлига    | 27        | 4         | 0     | 0     | 0         | 0         |
| 2004    | ЦСКА (Москва) | Премьер-Лига | 7         | 0         | 1     | 0     | 4         | 0         |
| 2005    | ЦСКА (Москва) | Премьер-Лига | 27        | 2         | 8     | 1     | 15        | 0         |
| 2006    | ЦСКА (Москва) | Премьер-Лига | 26        | 3         | 7     | 0     | 8         | 0         |
| 2007    | ЦСКА (Москва) | Премьер-Лига | 22        | 4         | 4     | 0     | 6         | 1         |
| 2008    | ЦСКА (Москва) | Премьер-Лига | 28        | 6         | 2     | 1     | 6         | 0         |
| 2009    | ЦСКА (Москва) | Премьер-Лига | 26        | 9         | 4     | 0     | 10        | 4         |
| 2010    | ЦСКА (Москва) | Премьер-Лига | 14        | 2         | 1     | 0     | 3         | 0         |
| 2010/11 | Ювентус       | Серия А      | 33        | 7         | 2     | 1     | 6         | 1         |
| 2011/12 | Ювентус       | Серия А      | 7         | 1         | 2     | 0     | 0         | 0         |
| 2012/13 | Фенербахче    | Суперлига    | 13        | 0         | 4     | 0     | 5         | 0         |
| 2013/14 | → Бастия      | Лига 1       | 18        | 2         | 3     | 0     | 0         | 0         |
| 2015/16 | Лехия         | Экстракласса | 23        | 4         | 1     | 0     | 0         | 0         |
| 2016/17 | Лехия         | Экстракласса | 13        | 1         | 1     | 0     | 0         | 0         |

Статистика по состоянию на 23 октября 2016

### Матчи и голы за сборную Сербии
| Матчи и голы Красича за сборную Сербии | Матчи и голы Красича за сборную Сербии | Матчи и голы Красича за сборную Сербии | Матчи и голы Красича за сборную Сербии | Матчи и голы Красича за сборную Сербии | Матчи и голы Красича за сборную Сербии | Матчи и голы Красича за сборную Сербии |
| №                                      | Дата                                   | Оппонент                               | Счёт                                   | Голы Красича                           | Соревнование                           |                                        |
| -------------------------------------- | -------------------------------------- | -------------------------------------- | -------------------------------------- | -------------------------------------- | -------------------------------------- | -------------------------------------- |
| 1                                      | 15 ноября 2006                         | Норвегия                               | 1:1                                    | -                                      | Товарищеский матч                      |                                        |
| 2                                      | 24 марта 2007                          | Казахстан                              | 1:2                                    | -                                      | Отборочные матчи ЧЕ-2008               |                                        |
| 3                                      | 28 марта 2007                          | Португалия                             | 1:1                                    | -                                      | Отборочные матчи ЧЕ-2008               |                                        |
| 4                                      | 2 июня 2007                            | Финляндия                              | 2:0                                    | -                                      | Отборочные матчи ЧЕ-2008               |                                        |
| 5                                      | 22 августа 2007                        | Бельгия                                | 2:3                                    | -                                      | Отборочные матчи ЧЕ-2008               |                                        |
| 6                                      | 8 сентября 2007                        | Финляндия                              | 0:0                                    | -                                      | Отборочные матчи ЧЕ-2008               |                                        |
| 7                                      | 12 сентября 2007                       | Португалия                             | 1:1                                    | -                                      | Отборочные матчи ЧЕ-2008               |                                        |
| 8                                      | 13 октября 2007                        | Армения                                | 0:0                                    | -                                      | Отборочные матчи ЧЕ-2008               |                                        |
| 9                                      | 21 ноября 2007                         | Польша                                 | 2:2                                    | -                                      | Отборочные матчи ЧЕ-2008               |                                        |
| 10                                     | 24 ноября 2007                         | Казахстан                              | 1:0                                    | -                                      | Отборочные матчи ЧЕ-2008               |                                        |
| 11                                     | 6 февраля 2008                         | Македония                              | 1:1                                    | -                                      | Товарищеский матч                      |                                        |
| 12                                     | 6 сентября 2008                        | Фарерские острова                      | 2:0                                    | -                                      | Отборочные матчи ЧМ-2010               |                                        |
| 13                                     | 10 сентября 2008                       | Франция                                | 1:2                                    | -                                      | Отборочные матчи ЧМ-2010               |                                        |
| 14                                     | 11 октября 2008                        | Литва                                  | 3:0                                    | 1                                      | Отборочные матчи ЧМ-2010               |                                        |
| 15                                     | 15 октября 2008                        | Австрия                                | 3:1                                    | 1                                      | Отборочные матчи ЧМ-2010               |                                        |
| 16                                     | 19 ноября 2008                         | Болгария                               | 6:1                                    | -                                      | Товарищеский матч                      |                                        |
| 17                                     | 10 февраля 2009                        | Кипр                                   | 2:0                                    | -                                      | Товарищеский матч                      |                                        |
| 18                                     | 11 февраля 2009                        | Украина                                | 0:1                                    | -                                      | Товарищеский матч                      |                                        |
| 19                                     | 28 марта 2009                          | Румыния                                | 3:2                                    | -                                      | Отборочные матчи ЧМ-2010               |                                        |
| 20                                     | 1 апреля 2009                          | Швеция                                 | 2:0                                    | -                                      | Товарищеский матч                      |                                        |
| 21                                     | 6 июня 2009                            | Австрия                                | 1:0                                    | -                                      | Отборочные матчи ЧМ-2010               |                                        |
| 22                                     | 10 июня 2009                           | Фарерские острова                      | 2:0                                    | -                                      | Отборочные матчи ЧМ-2010               |                                        |
| 23                                     | 12 августа 2009                        | ЮАР                                    | 3:1                                    | -                                      | Товарищеский матч                      |                                        |
| 24                                     | 9 сентября 2009                        | Франция                                | 1:1                                    | -                                      | Отборочные матчи ЧМ-2010               |                                        |
| 25                                     | 10 октября 2009                        | Румыния                                | 5:0                                    | -                                      | Отборочные матчи ЧМ-2010               |                                        |
| 26                                     | 14 октября 2009                        | Литва                                  | 1:2                                    | -                                      | Отборочные матчи ЧМ-2010               |                                        |
| 27                                     | 14 ноября 2009                         | Северная Ирландия                      | 1:0                                    | -                                      | Товарищеский матч                      |                                        |
| 28                                     | 18 ноября 2009                         | Республика Корея                       | 1:0                                    | -                                      | Товарищеский матч                      |                                        |
| 29                                     | 3 марта 2010                           | Алжир                                  | 3:0                                    | -                                      | Товарищеский матч                      |                                        |
| 30                                     | 2 июня 2010                            | Польша                                 | 0:0                                    | -                                      | Товарищеский матч                      |                                        |
| 31                                     | 5 июня 2010                            | Камерун                                | 4:3                                    | 1                                      | Товарищеский матч                      |                                        |
| 32                                     | 13 июня 2010                           | Гана                                   | 0:1                                    | -                                      | Финальные матчи ЧМ-2010                |                                        |
| 33                                     | 18 июня 2010                           | Германия                               | 1:0                                    | -                                      | Финальные матчи ЧМ-2010                |                                        |
| 34                                     | 23 июня 2010                           | Австралия                              | 1:2                                    | -                                      | Финальные матчи ЧМ-2010                |                                        |
| 35                                     | 11 августа 2010                        | Греция                                 | 0:1                                    | -                                      | Товарищеский матч                      |                                        |
| 36                                     | 3 сентября 2010                        | Фарерские острова                      | 3:0                                    | -                                      | Отборочные матчи ЧЕ-2012               |                                        |
| 37                                     | 7 сентября 2010                        | Словения                               | 1:1                                    | -                                      | Отборочные матчи ЧЕ-2012               |                                        |
| 38                                     | 8 октября 2010                         | Эстония                                | 1:3                                    | -                                      | Отборочные матчи ЧЕ-2012               |                                        |
| 39                                     | 12 октября 2010                        | Италия                                 | 0:3 (-:+)                              | -                                      | Отборочные матчи ЧЕ-2012               |                                        |
| 40                                     | 9 февраля 2011                         | Израиль                                | 2:0                                    | -                                      | Товарищеский матч                      |                                        |
| 41                                     | 25 марта 2011                          | Северная Ирландия                      | 2:1                                    | -                                      | Отборочные матчи ЧЕ-2012               |                                        |
| 42                                     | 10 августа 2011                        | Россия                                 | 0:1                                    | -                                      | Товарищеский матч                      |                                        |
| 43                                     | 7 октября 2011                         | Италия                                 | 1:1                                    | -                                      | Отборочные матчи ЧЕ-2012               |                                        |
| 44                                     | 11 октября 2011                        | Словения                               | 0:1                                    | -                                      | Отборочные матчи ЧЕ-2012               |                                        |
| 45                                     | 12 ноября 2011                         | Мексика                                | 0:2                                    | -                                      | Товарищеский матч                      |                                        |
| 46                                     | 15 ноября 2011                         | Гондурас                               | 0:2                                    | -                                      | Товарищеский матч                      |                                        |